# Chakushin Ari (telessérie)
One Missed Call (japonês: 着信アリ, Hepburn: Chakushin ari) é uma série de televisão de horror baseada na franquia popular japonesa One Missed Call. Foi ao ar na TV Asahi em 2005.

## Sinopse
Yumi (Rei Kikukawa), redatora de uma revista científica, testemunha a morte misteriosa de uma garota do ensino médio que recebeu uma "ligação perdida" de seu próprio celular, duas semanas no futuro. A mensagem perturbadora no celular acabou sendo os gritos da vítima.

## Elenco
| Ator/Atriz       | Papel         |
| ---------------- | ------------- |
| Rei Kikukawa     | Yumi Nakamura |
| Ken Ishiguro     | Sendou        |
| Shinji Yamashita | Akino         |
| Takeshi Masu     |               |
| Kanji Tsuda      |               |
| Mayuko Iwasa     |               |
| Chiaki Satō      |               |
| Ikkei Watanabe   |               |
| Natsuko Hoshino  | Tomoka Akino  |